# Julien Van Aperen
Julien (dit Jul) Van Aperen, né le 13 novembre 1950 à Hoogstraten est un homme politique belge flamand, membre du OpenVLD.
Il est administrateur de sociétés.

## Fonctions politiques
- 1989-     Conseiller communal à Wuustwezel
- 1991-1995 Conseiller provincial d'Anvers
- 1995-1999 Député fédéral
- 1999-2009 Député au Parlement flamand

## Distinctions
- Chevalier de l'Ordre de Léopold (2004)